# Smålands Folkblad
Smålands Folkblad var en svensk nyhetstidning, som gavs ut med varierande frekvens, senast som veckotidning, i Jönköping.
Den 15 november 1901 utkom det första numret. Från och med 1908 gavs den ut dagligen. Tidningen fick dock gå ner på fyradagarsutgivning, men var tillbaka som daglig tidning år 1919. Den låg kvar som eftermiddagstidning ända fram till 1967. Högsta upplagan var 1949 med 16 100 exemplar. Under 1950-talet utsattes tidningsekonomin för stora påfrestningar och den ställdes under tvångsförvaltning av ägaren A-pressens förlagsbolag 1959. Fortsatta svårigheter följde under 1960-talet, men tidningen räddades en minut i tolv av presstödet 1971.
Stora upplageförluster återhämtades när Lennart "Flisan" Johansson, med förflutet på Aftonbladet och i veckopressen, blev chefredaktör. År 1980 blev Smålands Folkblad den sista tidningen i landet som fick datateknik och en offsetpress installerades. 1983 inleddes ett tekniskt och redaktionellt samarbete med Västgöta-Demokraten i Borås med gemensam tryckning i Jönköping. Förlusterna kunde dock inte nedbringas och 1986 var Smålands Folkblad ensam kvar.
Under 1980-talet gavs tidningen ut måndagar till lördagar. Under verkställande direktören Pär Fagerströms ledning satsade Smålands Folkblad på lokalredaktioner i Råslätt och Bankeryd. Målsättningen var att skapa journalistik nära läsarna. Det gjordes helt enkelt många nylanseringar under det decenniet, men tidningen lyckades aldrig hitta en ny publik. Minst åtta av Smålands Folkblads medarbetare gick till lokalradion som kanalchefer: Stig Lidbecker, Janne Svensson, Tom Lundgren, Roger Älmeberg, Odd Clausen, Björn Löfdahl, Nina Glans och Pär Fagerström.[källa behövs]
A-pressen sålde år 1990 Smålands Folkblad och utgivningsfrekvensen gick ned till fyra dagar i veckan innan det blev konkurs 1991. Då hade upplagan sjunkit till 9 700 exemplar. Den nya ägaren dömdes senare för ekonomiska oegentligheter med presstödet.[källa behövs]
Under några år efter det att Smålands Folkblad upphört med daglig utgivning gav det Socialdemokratiska partidistriktet ut en medlemstidning med samma namn.
Veckotidningen Folkbladet Jönköping startades 1992 av en grupp före detta anställda på Smålands Folkblad, men drevs sedan 2004 av Herenco och tidningen lades till slut ned i slutet av 2010. 
I maj 2011 återuppstod Smålands Folkblad, i ett samarbete mellan Tidningsföreningen Smålands Folkblad och ETC förlag. Tidningen kom från denna tid fram till januari 2015 ut på fredagar. Ledarsidan var oberoende socialdemokratisk och tidningens bevakningsområde var främst Jönköpings kommun.